# Ciclismo indoor
Il ciclismo indoor, spesso chiamato spinning è un esercizio su resistenza, forza, intervalli, alta intensità (giorni di gara) e recupero, e prevede l'uso di una speciale Cyclette o rulli per l'allenamento. Viene iniziato a praticare nel XIX secolo soprattutto per motivi legati al meteo.

## L'esercizio

### I materiali

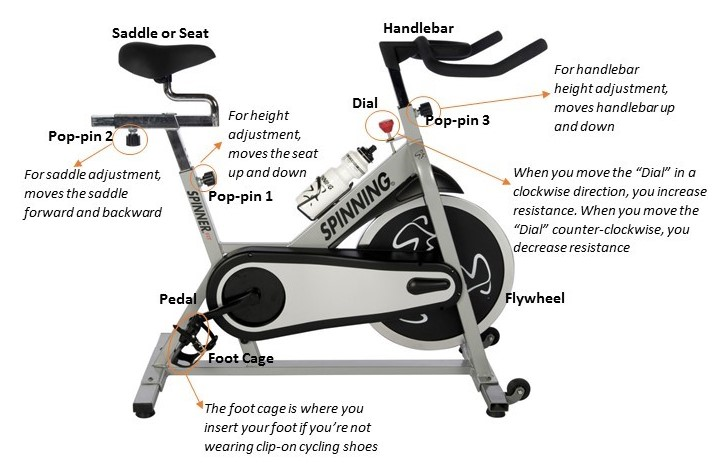
Una cyclette.

Le cyclette e i rulli hanno includono un dispositivo meccanico per modificare la difficoltà della pedalata, manubri dalla forma speciale e punti di regolazione multipli per adattare la bicicletta a una gamma di ciclisti. Molti hanno un dispositivo meccanico che simula gli effetti dell'inerzia e dello slancio quando si pedala su una bicicletta vera. I pedali sono dotati di fermapiedi per consentire a un piede di non sollevarsi quando l'altro spinge verso il basso, in alternativa possono avere pedali per l'uso di scarpe da ciclismo con tacchetti.
Negli ultimi anni vengono usati dei sensori per migliorare l'allenamento come: il cardiofrequenzimetro, il sensore di cadenza e sensore di potenza

### L'esecuzione

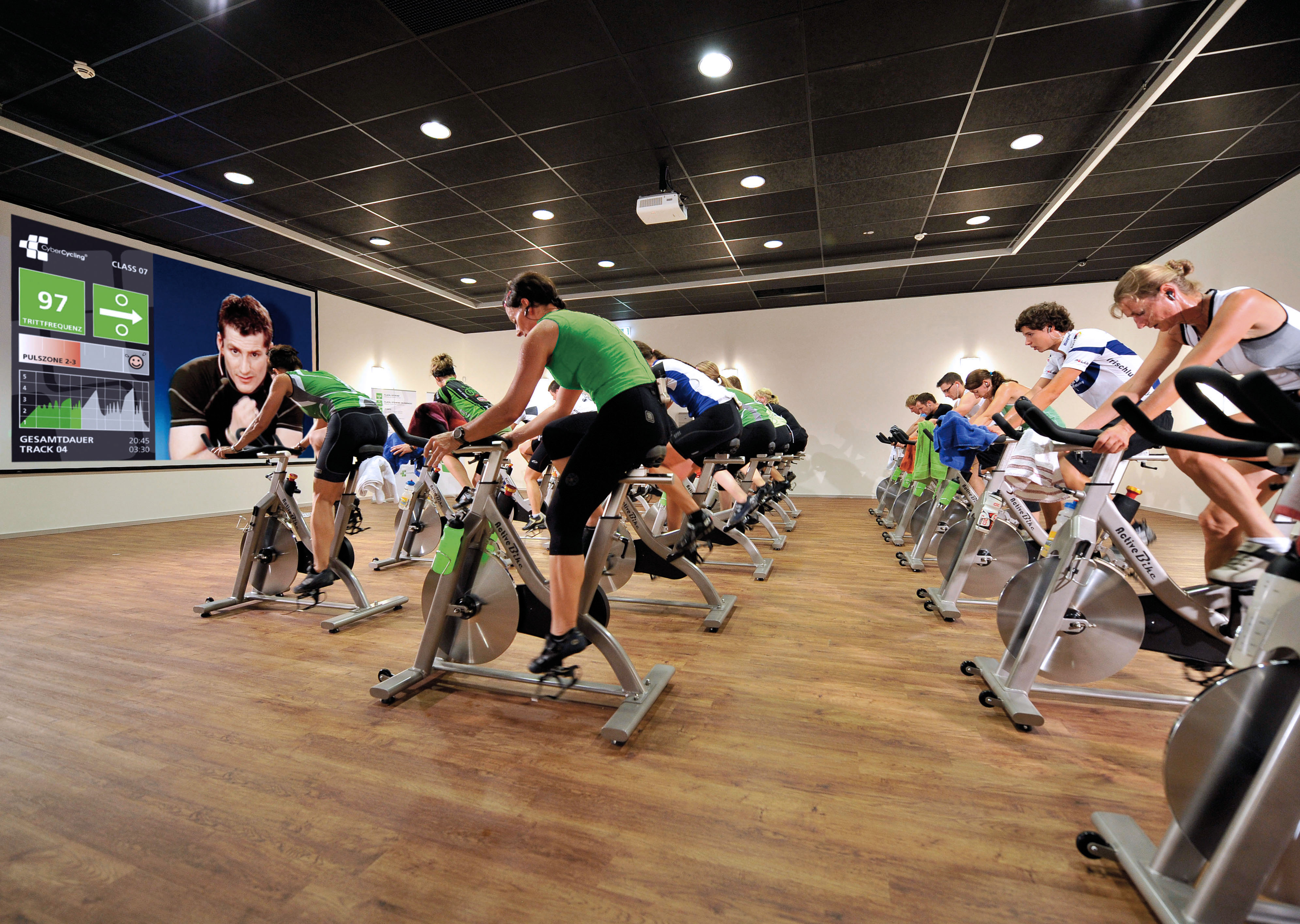
Gruppo di ciclisti indoor in allenamento.

Una lezione tipica prevede un singolo istruttore che guida i partecipanti attraverso sequenze progettate per simulare condizioni e scenari di pedalata all'aperto. I movimenti includono salite, sprint e intervalli. Un insegnante efficace unisce buona musica, visualizzazione, motivazione e un allenamento energico per guidare i partecipanti lungo un percorso che tenga conto del loro livello di forma fisica e dei loro obiettivi personali. La maggior parte delle lezioni prevede una combinazione di intervalli, con sprint, corse, salite e cambi di ritmo, ma senza ripetizioni. All'inizio degli anni 2000, sono stati introdotti corsi "basati sul terreno", che imitavano le condizioni esterne come la resistenza del vento. Queste sessioni sono progettate per migliorare le capacità dei ciclisti su strada e aumentare la resistenza con un efficace condizionamento cardiovascolare. Molti ciclisti esperti eseguono l'esercizio in solitaria.

### I possibili infortuni
Se l'esercizio non viene eseguito correttamente o la posizione del ciclista è scorretta, possono verificarsi infortuni; i problemi più comuni sono quelli alla parte bassa della schiena e alle ginocchia. Per evitare infortuni e favorire il comfort, è importante assicurarsi che la posizione sia corretta attraverso una visita Biomeccanica. Le bici da corsa hanno un'ampia gamma di regolazioni ed è essenziale ottenere la configurazione corretta prima di pedalare. La posizione del sedile deve essere adatta all'altezza del partecipante. L'altezza del sedile deve essere a livello dell'anca quando il partecipante è in piedi accanto alla bicicletta. Il ginocchio deve essere leggermente piegato a un angolo tra il 25% e il 35% quando la gamba è estesa con il piede appoggiato piatto nella parte inferiore della pedalata. L'altezza del manubrio può essere regolata per il comfort; i ciclisti meno esperti potrebbero volerlo impostare più in alto per alleviare il disagio alla parte bassa della schiena. Un punto di riferimento ragionevole è impostarlo a livello della sella. 

### Gli obbiettivi
Il ciclismo indoor può essere inteso in vari modi:
- allenamento cardio (seguito da personal trainer) propedeutico ad altre attività anaerobiche
- allenamento propedeutico alle competizioni di indoor cycling
- riscaldamento propedeutico ad una attività di ciclismo classico

## Le piattaforme
Si sono diffuse alcune piattaforme che attraverso o un rullo intelligente o attraverso un misuratore di potenza permettono di simulare un allenamento all’esterno di gruppo grazie alla possibilità di connettersi con persone di tutto il mondo.

### Le competizioni

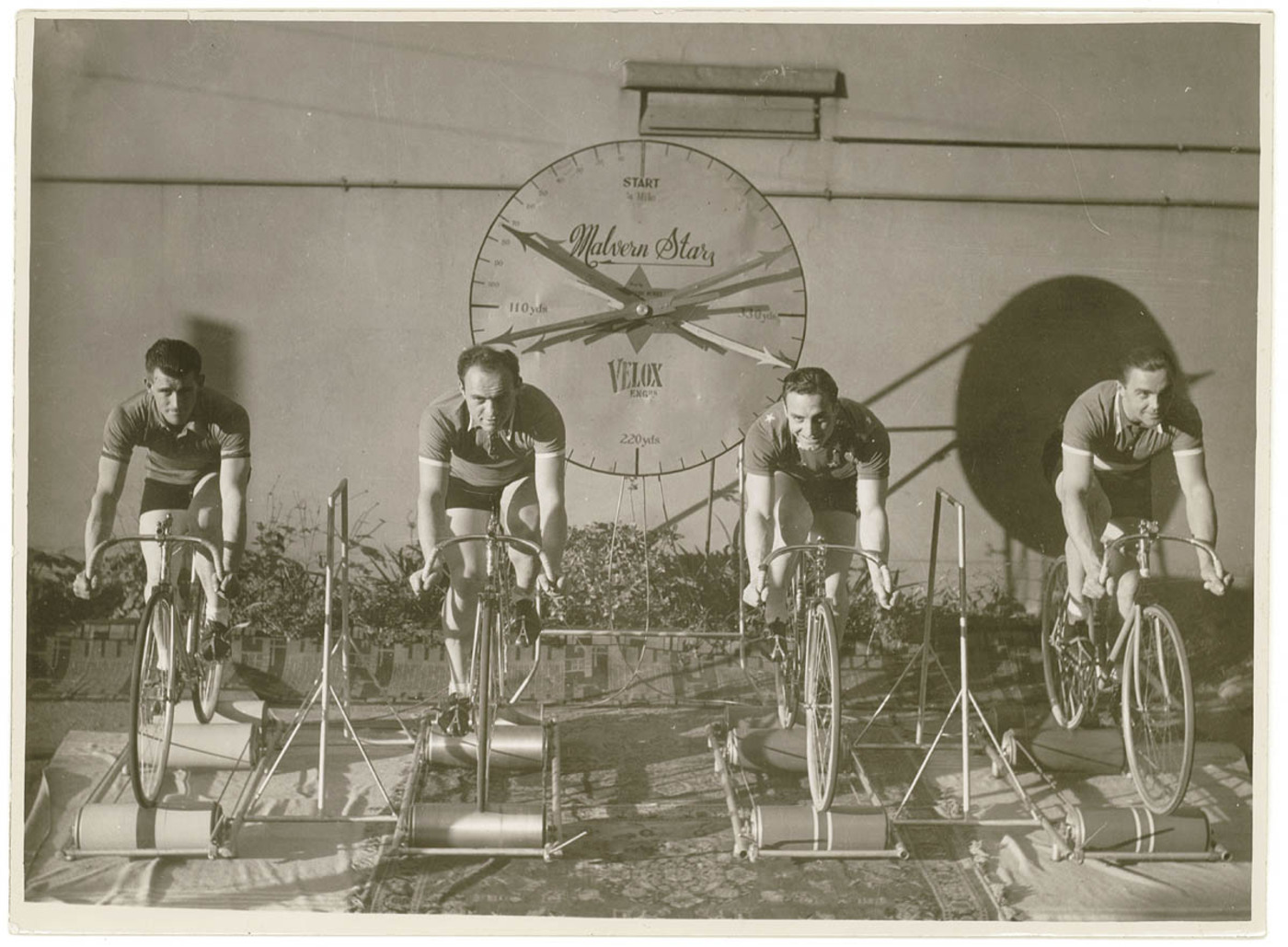
Primi allenamenti sui rulli.

Grazie alla possibilità di connettersi con altri utenti e di poter pedalare sullo stesso percorso sono nate delle competizioni come:
- i campionati mondiali di ciclismo su rulli (riconosciuti dall'UCI)
- zwift academy (con in palio un contratto da professionista)[3]
- triathlon indoor che esegue la frazione di ciclismo sui rulli attraverso la piattaforma zwift